# ジョシュ・ウェイツキン
ジョシュ・ウェイツキン（Joshua Waitzkin, 1976年12月4日 - ）
アメリカ合衆国ニューヨーク生まれのチェスプレーヤー。中国拳法家（太極拳）。
少年時代からチェスプレーヤーとして数々のトーナメントで活躍。16歳でインターナショナル・マスター（IM）となった。ジョシュの父フレッドが上梓した原作書籍を映画化した『ボビー・フィッシャーを探して』のモデル。
中国拳法家でもあり、2004年台湾で行われた太極拳推手世界大会にて優勝。